# Facily
A Facily é uma plataforma de social commerce fundada em 2018. É a primeira empresa de comércio social da América Latina a se tornar uma startup unicórnio, sendo avaliada acima de US$ 1 bilhão em dezembro de 2021, cerca de três anos após a sua criação.
O aplicativo possui como objetivo transpor as barreiras do e-commerce tradicional e incentivar compras em grupos, a fim de que os consumidores possam usufruir de preços mais baixos. A Facily está disponível em toda a Grande São Paulo e em cidades do interior paulista, além de Brasília, Belo Horizonte, Curitiba, Fortaleza, Goiânia, Porto Alegre, Recife, Rio de Janeiro e Salvador.
No início de 2020, o aplicativo havia alcançado um milhão de downloads e mais de 300 mil pedidos, valores que continuaram a crescer nos anos seguintes. Entre dezembro de 2020 e dezembro de 2021, por exemplo, a empresa passou de 100 mil pedidos por mês para 7 milhões.

## História
A Facily teve origem em abril de 2018 e foi fundada por Diego Dzodan (então vice-presidente do Facebook na América Latina), Vitor Zaninotto e Luciano Freitas. A plataforma surgiu com a finalidade de conectar clientes a prestadores de serviços e garantir preços mais acessíveis. 
O modelo de funcionamento da startup teve inspiração em práticas de comércio colaborativo e empresas da China, com as quais Dzodan se deparou durante uma viagem a trabalho para o país. Uma delas foi o aplicativo de mensagens instantâneas WeChat, desenvolvido pela empresa chinesa Tencent, que também funciona como uma plataforma de pagamentos e de jogos eletrônicos, além de prestar outros serviços adicionais. Outra inspiração foi a plataforma Gojek, da Indonésia, que reúne diversos tipos de serviços e funcionalidades (como transporte, serviços de beleza e compras de supermercado) em um único aplicativo. 
Em um primeiro momento, a Facily atuou especialmente em São Paulo e com foco no segmento de Beleza, reunindo consumidores e prestadores autônomos com o objetivo de facilitar o processo de solicitação e agendamento de serviços diversos, como manicure e pedicure. Ao longo de seu primeiro ano de funcionamento, contudo, a plataforma voltou-se ao modelo de marketplace baseado em práticas de social commerce, trabalhando com mercadorias de diferentes categorias, como hortifrúti, pet shop, eletrônicos, produtos de beleza, higiene pessoal e limpeza, além de bebidas alcoólicas e alimentos em geral. 

## Funcionamento
A Facily funciona como um aplicativo de compras coletivas, por meio das quais os consumidores conseguem mercadorias a preços mais baixos do que é possível encontrar no mercado convencional. Seu objetivo com esse modelo, segundo o site da empresa, é "pagar melhor quem produz e vender mais barato para quem precisa".  
Para os vendedores, a plataforma opera como um marketplace em que lojistas podem se cadastrar e comercializar suas mercadorias. Para ser uma loja parceira, é necessário passar por um processo de análise, sendo que não é obrigatório possuir CNPJ para o cadastro. Após a realização de uma venda, o lojista se responsabiliza por preparar a encomenda e levá-la até os centros de logística da plataforma.
Os consumidores, por sua vez, possuem diferentes formas de interagir na plataforma e realizar compras. Ao encontrar um produto que seja de seu interesse, por exemplo, o usuário pode organizar um grupo com seus amigos ou entrar em um grupo já criado por outras pessoas também interessadas. Geralmente, é necessário existir um número mínimo de pessoas no grupo para que seja possível aproveitar as promoções, o que pode variar de acordo com a oferta e a modalidade optadas pelo usuário.
A plataforma também conta com ferramentas de gamificação para distribuir brindes e estimular as compras em grupo, o que faz parte da estratégia de fidelização da empresa. A modalidade “Jogue Junto”, por exemplo, permite que o usuário participe de sorteios junto com amigos indicados, podendo concorrer a prêmios como smartphones, televisores e fones de ouvido. Para poder participar, o usuário precisa de “Moedas de Ouro”, que são recebidas ao entrar no aplicativo diariamente, fazer compras dentro da plataforma e indicar amigos.
A Facily não cobra taxas para adesão, mensalidade ou taxas de frete. A plataforma trabalha por meio de Pontos de Retirada, de modo que, para receber seus produtos, o cliente deve se deslocar até um dos 11.000 pontos que existem ao redor do país. O aplicativo trabalha com diferentes formas de pagamento, como cartão de crédito, boleto bancário, depósito em conta, PIX e dinheiro no momento da retirada.

## Cenário atual
A Facily atingiu o status de unicórnio em dezembro de 2021, três anos após o seu surgimento, após receber um aporte adicional de US$ 135 milhões em uma rodada de investimento. Em 2022, o aplicativo contava com um montante histórico de 15 milhões de downloads e mais de 20 milhões de pedidos, além de mais de 700 mil produtos ofertados. Nesse cenário, os principais objetivos envolvem o investimento em melhorias em logística e experiência do cliente, além da elaboração de novos planos de expansão no mercado.
Em 2022, a empresa também criou um conselho, intitulado Conselho Facilytadores, cujos propósitos são se aproximar da comunidade, elaborar melhorias e dar voz a iniciativas de diversidade e de inclusão. Dessa forma, a plataforma espera articular projetos de impacto positivo na comunidade, potencializando a relação com os principais stakeholders e promovendo diálogos e inovação. 

## Ligações Externas
- Site oficial Facily
- Facebook
- Instagram
- Linkedin